# Sergius Majle
Sergius Majle, auch Sergilius Majel (geboren am 9. November 1913; gestorben am 7. April 1944 in Wien) war ein polnischer Zwangsarbeiter, der nach der Polenstrafrechtsverordnung zum Tode verurteilt und im Wiener Landesgericht geköpft wurde.

## Leben
Majle war ab Oktober 1940 zur Zwangsarbeit als Zimmermann in Traisen tätig. An eine polnische Arbeiterin schrieb er am 4. September 1942 folgende Zeilen:

„Denn es ist unmöglich, was sich dort in unserem Polen zuträgt. Denke dir, meine Liebe, mit den Juden haben sie dort schon Ordnung gemacht. Im Gouvernement haben sie alle Juden verladen und haben die Waggons mit Chlorpulver und Kalk ausgestreut und bei 50 Grad Wärme nach Malkina hinausgefahren. Du kannst dir denken, wie es denen unterwegs ergangen ist. Und sie haben gar nicht gefragt, wer noch am Leben ist und wer nicht, sondern haben sie in einen Graben getragen. So sieht die westliche Kultur aus und so behandeln sie die Menschen.“

In einem weiteren Brief vom 23. Oktober 1942 äußerte er sich, wie folgt:

„Ich denke, dass wir den dritten Winter nicht mehr in Deutschland verbringen werden; denn es wird allgemein erzählt, dass es unserem Vormund sehr schlecht geht und ich freue mich sehr, denn jetzt werden wir es besser haben.“

Daraufhin wurde Majle am 15. Dezember 1942 als Angehöriger einer "politischen Widerstandsbewegung" von der Gestapo erkennungsdienstlich erfasst und am 8. September 1943 wegen Verbrechens nach der Polenstrafrechtsverordnung zu sieben Jahren verschärften Straflagers verurteilt.

## Urteil des Reichsgerichts
Am 10. Februar 1944 befand das Reichsgericht jedoch: „Am 4. September und am 23. Oktober 1942 hat der Angeklagte an die polnische Arbeiterin […] Briefe gerichtet. […] Die Polenstrafrechtsverordnung bezweckt vor allem die Wahrung des Ansehens und der Sicherheit des Deutschen Reiches und des Deutschen Volkes. Hinter diesem Zweck des Gesetzes müssen alle anderen Rücksichten zurücktreten. […] Das Gesamtbild der fortgesetzten Straftat des Angeklagten, der sich nicht scheut, auch mit Gräuellügen zu hetzen, ist so abstoßend, dass ein minder schwerer Fall des Verbrechens nicht in Betracht kommen kann.“ Das Reichsgericht änderte dieses Urteil im Strafausspruch und verurteilte Sergius Majle zum Tode.
Majle wurde am 7. April 1944 im Landesgericht Wien durch das Fallbeil hingerichtet.